# Юр'ївське Євангеліє

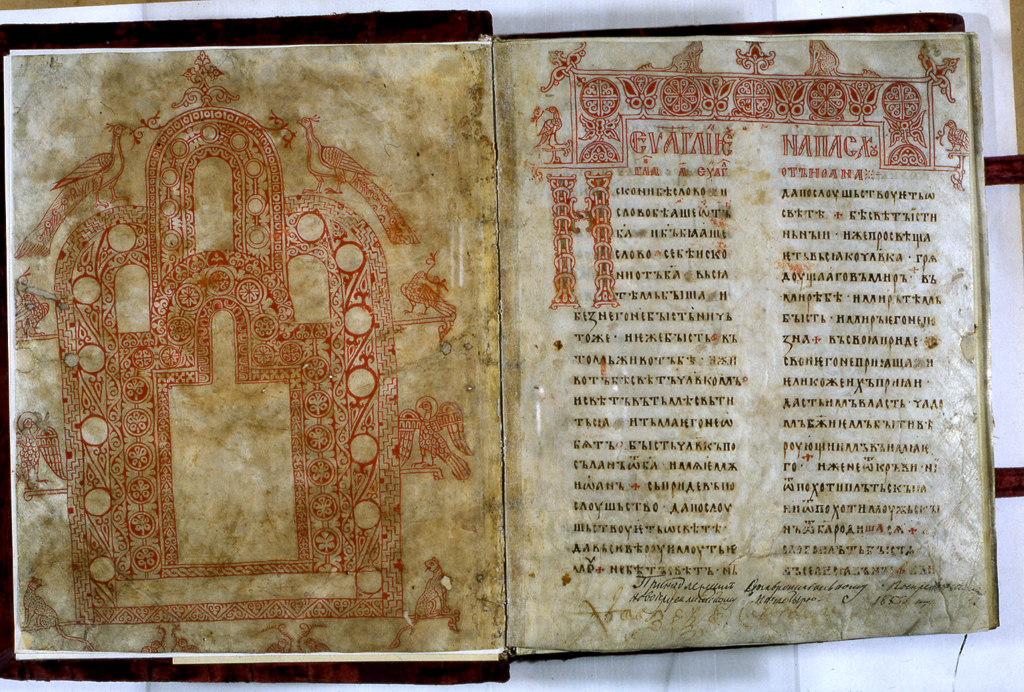
Юр'ївське Євангеліє в Державному історичному музеї Росії

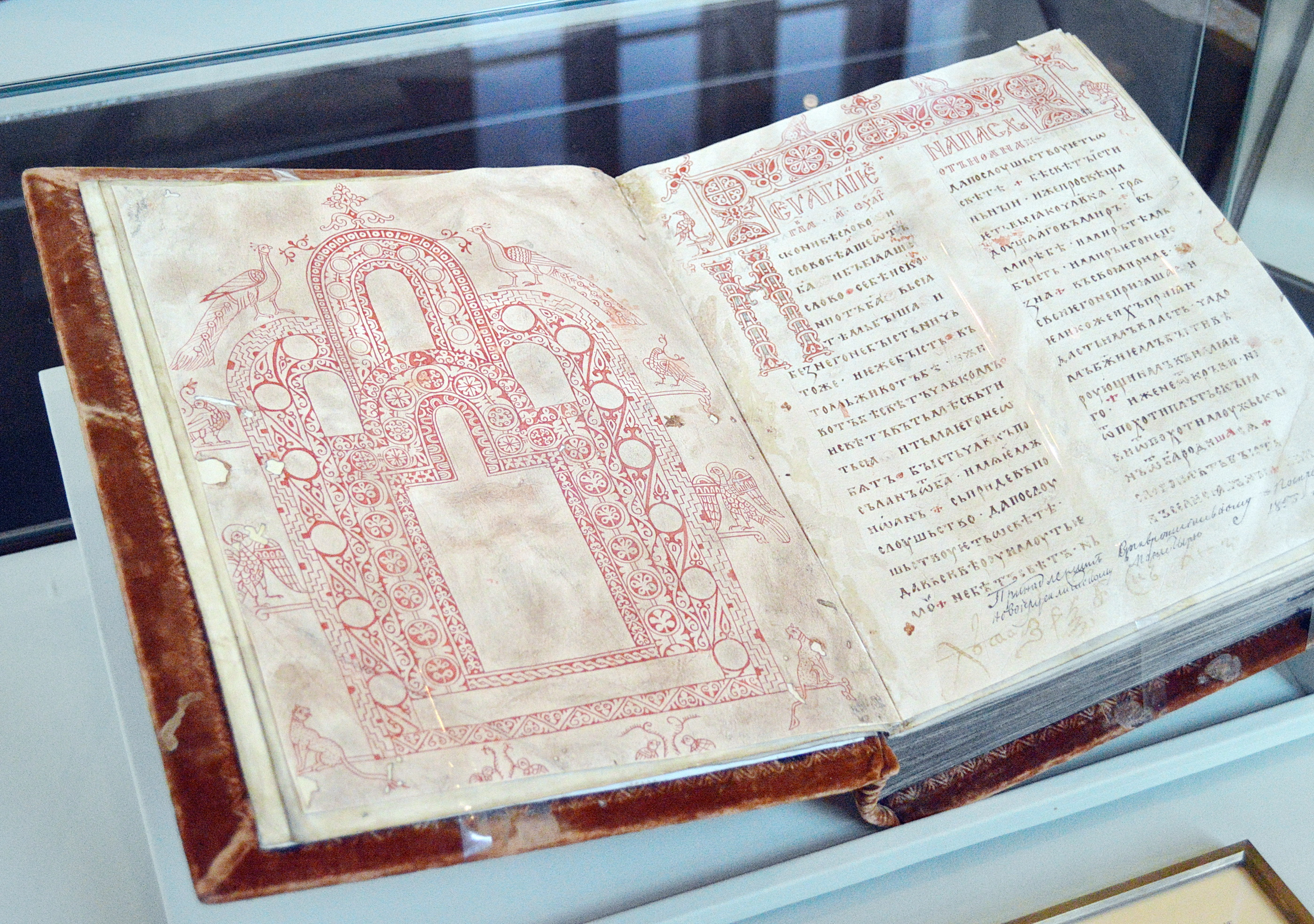
Юр'ївське Євангеліє

Юр'ївське Євангеліє — апракосний текст на 231 аркуш, написаний між 1119 і 1128 для новгородського монастиря святого Юрія, але правдоподібно в Україні, можливо, у Києві. Рукопис має численні графічні прикраси. Уривки тексту видав Амфілохій (1877), описували мову, крім Амфілохія, Федір Буслаєв (1884), Л. Жуковська (1965—1966) та інші. Рукопис зберігається у московському Історичному музеї.